# (164586) Arlette
(164586) Arlette est un astéroïde de la ceinture principale.

## Description
(164586) Arlette est un astéroïde de la ceinture principale découvert le 14 juillet 2007 par Peter Kocher à l'Observatoire d'Épendes (proche de Marly, lieu recensé officiellement), situé en Suisse, dans le canton de Fribourg. Il présente une orbite caractérisée par un demi-grand axe de 2,53 UA, une excentricité de 0,13 et une inclinaison de 6,9° par rapport à l'écliptique.

## Compléments